# Jan Evangelista Purkyně
Jan Evangelista Purkyně (tiếng Séc: [ˈjan ˈɛvaŋɡɛlɪsta ˈpurkɪɲɛ] ⓘ; hay Johann Evangelist Purkinje) (17 hay 18 tháng 12 năm 1787 – 28 tháng 7 năm 1869) là một nhà giải phẫu và sinh lý học người Cộng hoà Séc. Ông được xem là một trong những nhà khoa học nổi tiếng vào thời điểm đó. Năm 1839, ông đưa ra khái niệm chất nguyên sinh là chất chứa bên trong tế bào. Đồng thời trong cùng thời điểm này ông cũng tìm ra tế bào Purkinje, một loại tế bào trong não. Ông xuất hiện trong buổi bình minh của bộ môn Khoa học thần kinh và đóng vai trò quan trọng khi mở đường cho bộ môn này phát triển.
Ông mất năm 1869, chôn cất tại Nghĩa trang Quốc gia Séc.

## Sự nghiệp khoa học
Khá thú vị là tên ông có thể viết theo đến 9 cách khác nhau nhưng ông hay dùng tên tiếng Đức là Purkyně trong các báo cáo khoa học. Những công trình của ông rất phong phú và đa dạng, nhưng có lẽ ông được biết đến nhiều nhất nhờ tên Tế bào Purkinje. Ông được đánh giá cao bởi các đồng nghiệp của mình: có thể là cố gắng nghiên cứu mối liên quan giữa cấu trúc và chức năng - khái niệm trung tâm của Sinh học, hay ông tự lấy thân mình làm thí nghiệm - được các nhà hóa học đánh giá cao, các nhà hình sự học thì cảm ơn ông về đóng góp trong nghiên cứu vân tay, nhưng thảy các thành tựu trên đều bắt đầu khi ông nghiên cứu về thị giác.

### Nghiên cứu về thị giác
Trong bộ môn thị giác ngày nay, có rất nhiều các khái niệm mang tên ông "cây Purkinje" của mắt, hay "chuyển dịch màu Purkinje". Với sự quan sát tỉ mỉ của mình, ông đã nhìn vào bên trong "cửa sổ tâm hồn" và phát hiện ra một thế giới mà ngày nay các nhà khoa học vẫn khám phá tiếp. Những nghiên cứu về thị giác được ông ghi lại vào năm 1823 và 1825.
Cũng năm 1823, ông được bổ nhiệm tại trường Đại học Breslau (nay tại Ba Lan). Ở đây, ông đã giảng về hình phản chiếu bề mặt của giác mạc và thủy tinh thể, cái mà ngày nay ta gọi là "tấm hình Purkinje". Những tấm ảnh này có thể cho ta biết về sự điều tiết của mắt cũng như tiêu điểm của mắt.

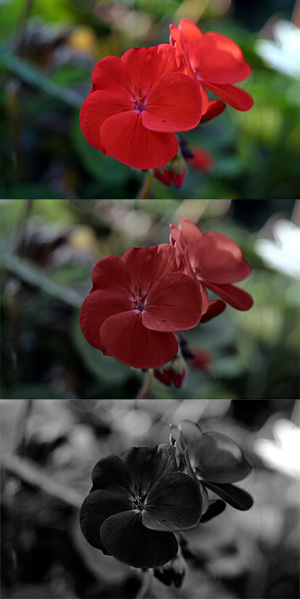
Hiệu ứng Purkinje

Ông còn nổi tiếng với "chuyển dịch màu Purkinje", đó là sự thay đổi độ sáng và màu sắc của vật lúc bình minh hay hoàng hôn; ta có thể tạm miêu tả: Những vật màu xanh sáng hơn màu đỏ lúc Mặt trời mọc, nhưng màu đỏ sẽ nổi bật hơn màu xanh khi mặt trời lặn. Hiện tượng này có được là độ nhạy cảm quang phổ của các tế bào que và nón (hai loại tế bào quan trọng trong cấu trúc mắt). Ông thiết kế ra "máy đo trường nhìn" (perimeter) để xác định màu trên võng mạc. "Cây Purkinje" miêu tả hiện tượng các mạch máu nổi rõ trên võng mạc khi ta chiếu sáng từ một phía (trông khá giống một cái "cây" từ đó mà tạo nên tên gọi của nó).

### Nghiên cứu khác

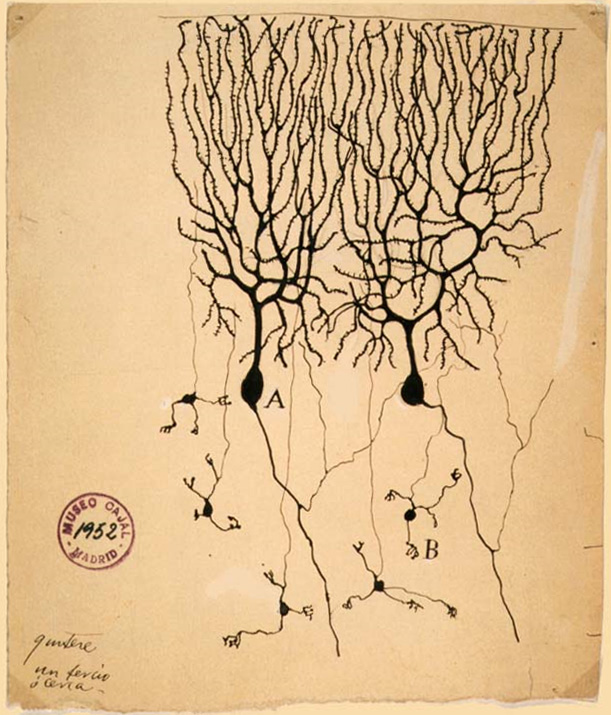
Bản vẽ tế bào Purkinje ở trong não của Cajaj

Ngoài nghiên cứu về thị giác, ông còn một số các nghiên cứu nổi bật khác:
- Ông nghiên cứu một loại tế bào ở Tiểu não, nay mang tên ông
- Nghiên cứu về vòng khuyên ở tai giúp ta giữ thăng bằng

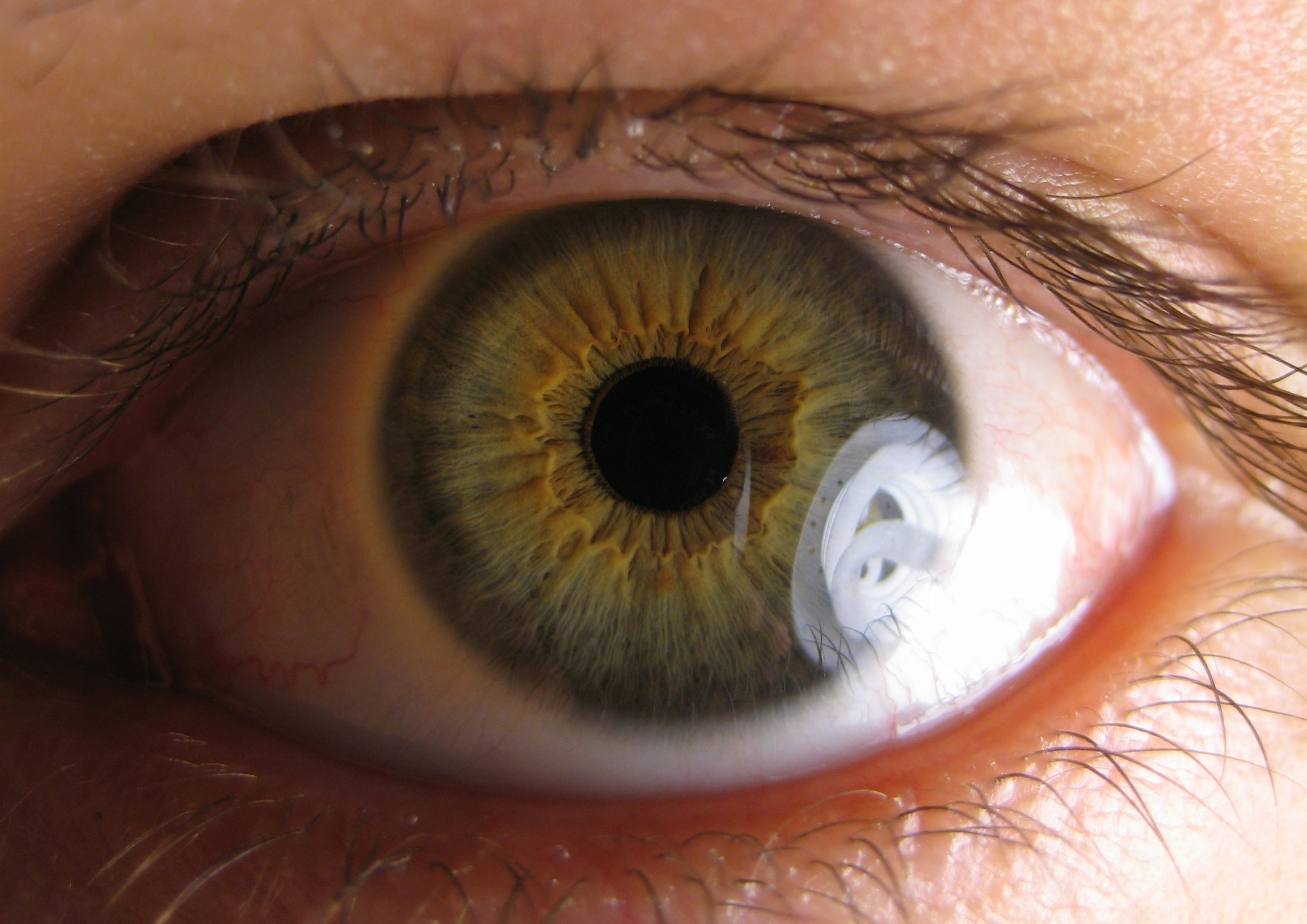
"Tấm hình Purkinje" của mắt

- Nghiên cứu ban đầu về dấu vân tay, mặc dù ngày nay không còn sử dụng

## Đọc thêm

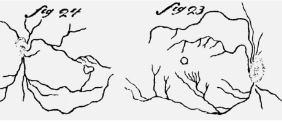
Cây Purkinje ở mắt trái và mắt phải

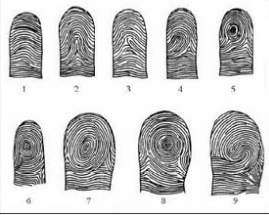
9 mẫu vân tay của Purkinje, nay đã không còn sử dụng